# Mycale parishi
Mycale parishi är en svampdjursart som först beskrevs av James Scott Bowerbank 1875.  Mycale parishi ingår i släktet Mycale och familjen Mycalidae. Inga underarter finns listade i Catalogue of Life.